# Біг на 50 кілометрів
Біг на 50 кілометрів — бігова легкоатлетична дисципліна, що проводиться, як правило, на шосе та, рідше, на біговій доріжці легкоатлетичної арени. Є однією з класичних ультрамарафонських дистанцій.
Біг на 50 кілометрів не входить до легкоатлетичної програми Олімпійських ігор, проте Міжнародна асоціація ультрамарафонців раз на рік (з деякими виключеннями) проводить окремий чемпіонат світу на цій дистанції.
Починаючи з 2022, Світова легка атлетика фіксує світові рекорди в цій ультрамарафонській дисципліні. До 2022 питання ратифікації перебувало у віданні Міжнародної асоціації ультрамарафонців.
Крім цього, у бігу на 50 кілометрів фіксуються континентальні та національні (в тому числі України) рекорди та проводяться відповідні континентальні та національні першості.

## Рекорди
У бігу на 50 кілометрів фіксуються світові, континентальні та національні рекорди.
У жінок фіксуються рекорди двох категорій — ті, що показані у суто жіночих забігах, та ті, що показані у змішаних забігах (за участі чоловіків).
| Чоловіки          | Чоловіки                | Чоловіки                  | Чоловіки      | Рекорд     | Жінки              | Жінки                                | Жінки      | Жінки   |
| Результат         | Атлет                   | Дата                      | Місто         | Рекорд     | Результат          | Атлетка                              | Дата       | Місто   |
| ----------------- | ----------------------- | ------------------------- | ------------- | ---------- | ------------------ | ------------------------------------ | ---------- | ------- |
| 2:38.43           | Сіджей Альбертсон США   | 08.10.2022                | Сан-Франциско | WR         | 2:59.54 (змішаний) | Дезіре Лінден США                    | 13.04.2021 | Орегон  |
| 3:00.29 (жіночий) | Сіджей Альбертсон США   | Емане Сейфу Хаїле Ефіопія | Сан-Франциско | 26.02.2023 | Гебеха             |                                      |            |         |
| 2:47.42           | Ірайц Арроспіде Іспанія | 01.09.2019                | Брашов        | EB         | 3:07.20            | Елісон Діксон Велика Британія        | 01.09.2019 | Брашов  |
| 2:49.42           | Андрій Топтун Київ      | 20.10.2002                | Стейн         | NB         | 3:31.10            | Христина Богомягкова Одеська область | 26.10.2018 | Сяньнін |

## Змагання
- Чемпіонат світу з бігу на 50 кілометрів
- Чемпіонат Європи з бігу на 50 кілометрів
- Чемпіонат України з бігу на 50 кілометрів